# Autographa elongata
Autographa elongata là một loài bướm đêm trong họ Noctuidae.